# Raymond Delbeke
Pour les articles homonymes, voir Delbeke.
Raymond Delbeke, né à Saint-Maur-des-Fossés le 29 septembre 1911 et mort à Issy-les-Moulineaux le 7 avril 1961, est un artisan taxi, abattu par un terroriste de plusieurs balles de pistolet en 1961.

## Biographie
Raymond Auguste Antoine Delbeke est né chez son grand-père Charles Auguste Baudy, 19 boulevard Voltaire à Saint-Maur-des-Fossés le 29 septembre 1911. Il est le fils d'Ernest Étienne Jacques 
Delbeke, apprêteur en métaux précieux, et d'Alice Émilie Baudy sans profession.
Raymond Delbeke, ancien-combattant et résistant (voir citation), habite avec sa sœur Marthe Delbeke, au 76 boulevard de la Marne à Saint-Maur-des-Fossés, propriété où il entrepose et entretient les véhicules de ses activités d'artisan taxi et véhicule de grande remise. Il exerce cette profession depuis le 9 mai 1936.
Le 7 avril 1961 vers 19 h 40, Il circule en taxi, avec un client, rue de Vanves à Boulogne-Billancourt. Sous leurs yeux, un piéton (décrit comme « nord-africain » par la presse) tire deux coups de feu dans le dos d'un cycliste. Raymond Delbeke sort son pistolet de sa boîte à gants, baisse sa vitre et se lance à la poursuite de l'agresseur. Il le rattrape à Issy-les-Moulineaux, et de son véhicule, lui tire dessus. Le terroriste riposte et l'atteint à travers le pare-brise, puis vient l'achever, tombé à terre, à côté de son véhicule,,,.

## Distinctions
La proposition de Raymond Delbeke au grade de chevalier de la Légion d’Honneur à titre posthume, pour service exceptionnel, est signée par le Ministre de l’Intérieur le 13 avril 1961. Il y est mentionné « A fait preuve du plus grand civisme en poursuivant le 7 avril un terroriste armé qui venait d’abattre un gardien de la paix. A payé de sa vie son initiative particulièrement courageuse. Le ministre de l’intérieur certifie en outre qu’il résulte de l’enquête que la moralité du candidat ainsi que son comportement au cours de la guerre 1939-1945, permet son admission dans l’ordre de la Légion d’honneur »,,.
Le décret est publié le 5 juin 1961, avec citation à l'ordre de la Nation par le Premier ministre (JO du 9 juin 1961).

## Presse
Le Parisien libéré, dans son édition du 8 avril 1961 (extrait page 09/16), écrit : « …brandissant son propre pistolet tira sur l’agresseur. Celui-ci échappant aux balles riposta aussitôt. Le chauffeur, courageusement sortit de son taxi déjà atteint par les balles et s’affaissa. Le terroriste l’acheva sur-le-champ et pris la fuite. »
Le Parisien libéré, dans son édition du 10 avril 1961 (extrait page 08/16), écrit : "Courageux, le chauffeur de taxi l'était, en toute circonstance, ainsi qu'en témoignent ses états de service de la guerre 1939-1945. C'est pourquoi le gouvernement l'a cité samedi matin à l'ordre de la Nation. Raymond Delbeke recevra aujourd'hui la légion d'honneur à titre posthume."

## Extraits d'archives
voir en page Discussion